# 네고 로이크
네고 로이크(헝가리어: Négo Loïc, 프랑스어: Loïc Négo 로이크 네고[*], 1991년 1월 15일 ~ )는 리그 1의 르아브르에서 라이트백으로 뛰는 헝가리의 축구 선수이다. 프랑스 태생인 그는 헝가리 국가대표팀에서 뛰고 있다.

## 구단 경력
2008년 6월 18일, 그는 FC 낭트와 2011년 6월까지 3년 계약을 맺으며 첫 프로 계약을 체결했다. 2010년 5월 14일, 네고는 캉과의 리그 경기에서 데뷔 전을 치렀고, 3-1로 패한 경기에서 하프타임 교체로 출전했다.
2011년 FIFA U-20 월드컵이 끝난 후, 네고는 5년 계약으로 로마에 입단했다.

### 찰턴 애슬레틱
2014년 1월 29일, 네고는 위건 애슬레틱과의 경기를 앞두고 비공개 이적료로 챔피언십의 찰턴 애슬레틱과 3년 6개월 계약을 체결했다.
2014년 8월, 네고는 우이페슈트와 시즌 임대 계약을 체결했다.

### 르아브르
2023년 6월 23일, 그는 르아브르와 계약을 맺었다.

## 국가대표팀 경력

### 프랑스
네고는 프랑스에서 태어났고 과들루프 혈통이다. 그는 프랑스 청소년 국가대표이고 그가 적격인 모든 수준의 청소년을 대표한다. 네고는 홈그라운드에서 2010년 UEFA U-19 축구 선수권 대회에서 우승한 팀의 일원이었다.

### 헝가리
2019년 2월, 헝가리어를 할 줄 모르는 네고는 귀화를 통해 헝가리 국적을 취득했다. 2020년 10월 8일, 그는 불가리아와의 UEFA 유로 2020 예선 플레이오프에서 헝가리 국가대표팀에 데뷔했다. 2020년 11월 12일, 그는 푸슈카시 아레나에서 열린 아이슬란드와의 UEFA 유로 2020 예선 플레이오프에서 헝가리 국가대표팀 첫 골을 넣었다. 골을 넣은 지 불과 2분 만에 소보슬러이 도미니크가 또 골을 넣으며 헝가리가 주도권을 잡았고, 결국 아이슬란드를 상대로 2-1 승리를 거두며 UEFA 유로 2020 예선에 진출했다.
2021년 6월 1일, 네고는 UEFA 유로 2020 대회에 헝가리 국가대표팀으로 최종 26인 명단에 포함되었다.
2024년 5월 14일, 네고는 헝가리의 UEFA 유로 2024 선수단에 이름을 올렸다.